# Radu Cioculescu
Radu Cioculescu  (n. 20 februarie 1901, Turnu Severin, Mehedinți, România – d. 6 ianuarie 1961, Dej, Cluj, România) a fost un scriitor, muzicolog și eseist român. A fost primul traducător al lui Marcel Proust în limba română.

## Biografie
Născut la Turnu-Severin, fiu al lui Nicolae Cioculescu, și al Constanței, născută Miloteanu, Radu Cioculescu este fratele mai mare al criticului Șerban Cioculescu. Adolescent, își pierde tatăl în 1912 iar în 1914, îi moare mama. În Primul Război mondial a fost cercetaș. După război, se înscrie la Facultatea de Chimie, unde se distinge printr-o solidă capacitate științifică. Întrerupe cariera științifică dedicându-se studiului muzicii  la Viena. Subdirector al Operei bucureștene, în 1934, este numit director adjunct al Filarmonicii din Capitală. 
Între timp, se ocupă de publicistică și critică muzicală, traducând deopotrivă Legăturile primejdioase ale lui Choderlos de Laclos, Dialogurile asupra comandamentului de André Maurois, și o Viață a lui Henri Morton Stanley. 
Administrator delegat al Societății de Radio, în 1944, după armistițiu, din inițiativa lui, este reînființată, Orchestra Radio. Francmason și membru al Partidului Național Țărănesc, în 1947, Radu Cioculescu primește o condamnare de 12 ani închisoare deoarece în 1945, ca administrator delegat al Societății de Radio, a permis să fie transmis la radio discursul generalului Rădescu, care denunța susținerea comuniștilor români de către trupele sovietice.  Radu Cioculescu a murit în închisoarea de maximă securitate de la Dej, în 1961.